# Vorratsbunker
Vorrats- und Dosierbunker sind Komponenten der Zuführtechnik. Sie werden eingesetzt, um größere Mengen von Schüttgut zu bunkern (bevorraten) und einem nachgeschalteten Schwingförderer (siehe auch Vibrationswendelförderer) dosiert zuzuführen. Mit ihnen kann die Autonomie einer Zuführeinrichtung um ein Vielfaches erhöht werden.

## Ausführungen bzw. Antriebsvarianten
Vorratsbunker gibt es je nach Anwendungsfall und zuzuführendem Fördergut in verschiedenen Ausführungen.

### Vibrationsbunker
Vibrationsbunker bestehen aus einer verschweißten Bunkerwanne, welche mit einem Linearschwingförderer angetrieben wird und im Mikrowurfprinzip arbeitet. D. h. das Fördergut wird während des Fördervorgangs in der Bunkerwanne immer wieder ein kleines Stück weiter befördert und vollzieht dabei eine Mikrowurfbewegung. Vibrationsbunker mit Mikrowurftechnik sind die geläufigsten Systeme am Markt und mit einem Füllvolumen von bis zu 300 Litern erhältlich.
Eine Besonderheit sind Vibrationsbunker mit Niederfrequenzantrieb, die im Gleitförderverfahren arbeiten. D. h. das Fördergut hebt während des Fördervorganges nicht mehr von der Förderfläche der Bunkerwanne ab, sondern gleitet vorwärts. Da dabei die Erdbeschleunigung nicht überschritten wird, ist es eine lärmarme und schonende Methode der Vibrationsförderung von Massenteilen. Vibrationsbunker mit Gleitfördertechnik sind erhältlich mit Füllvolumen bis 750 Liter und Tragkraft bis 2000 kg.

### Elektromotorisch angetriebene Bandsysteme
jeweils mit einer aufgesetzten statischen Bunkerwanne:
- Bandbunker
- Schrägbandbunker